# شهرك صفي خاني
شهرك صفي خاني (بالفارسية: شهرک صفی خانی) هي قرية تقع في Hasanabad District في إيران. يقدر عدد سكانها بـ 425 نسمة بحسب إحصاء 2016.